# Архив TalkOrigins.org
Архив TalkOrigins (англ. TalkOrigins Archive) — веб-сайт, на котором представлены основные научные взгляды на антиэволюционные утверждения креационистов о молодой и старой Земле, а также о «разумном замысле». Веб-сайт содержит разделы, посвящённые эволюции, креационизму, геологии, астрономии и эволюции гоминидов, обеспечивая широкий охват эволюционной биологии и социально-политического движения против эволюции.

## Происхождение и история
Архив TalkOrigins появился в 1994 году, когда Бретт Дж. Викерс (англ. Brett J. Vickers) собрал несколько отдельно размещённых часто задаваемых вопросов из группы новостей talk.origins и сделал их доступными на едином анонимном FTP-сайте. В 1995 году Викерс, тогда аспирант по информатике в Калифорнийском университете в Ирвине, создал веб-сайт архива TalkOrigins. В 2001 году Викерс передал Архив TalkOrigins Уэсли Р. Элсберри (англ. Wesley R. Elsberry), который организовал группу добровольцев для ведения архива.
В 2004 году Кеннет Фэйр (англ. Kenneth Fair) учредил TalkOrigins Foundation как некоммерческую организацию согласно Texas 501(c)(3). Цели фонда включают финансирование и поддержку архива TalkOrigins, а также обладание авторскими правами на архивные статьи, что упрощает процесс перепечатки и обновления этих статей. Проблема авторского права представляет собой особую проблему, поскольку часто задаваемые вопросы начинались как небольшая коллекция, в которой мало внимания уделялось авторскому праву, но с тех пор они быстро разрослись. В 2005 году Фонд получил безналоговый статус от Налогового управления США (IRS).

## Функции
Часто задаваемые вопросы и FRA (англ. Frequently Rebutted Assertions; часто опровергаемые утверждения) в архиве TalkOrigins охватывают широкий круг тем, связанных с эволюционной биологией и креационизмом. К ним относятся «Указатель утверждений креационистов» Марка Исаака, список позиций креационистов по различным вопросам, опровержения и ссылки на первоисточники. Сайт TalkDesign выполняет ту же роль, что и движение за разумный замысел. Также там размещён под-сайт Джима Фоули по ископаемым гоминидам, который изучает доказательства эволюции человека и имеет обширный список ссылок на веб-сайты как по эволюционной биологии, так и по креационизму. Наконец, Quote Mine Project исследует использование креационистами Quote Mining — вырванные из контекста цитаты. Система обратной связи собирает комментарии читателей и публикует сборник вместе с ответами каждый месяц. Архив TalkOrigins поддерживает дочерний сайт, на котором рассматриваются аргументы за разумный замысел.

## Награды и признание
Talkorigins.org за эти годы получил награды и признание:
- В 1999 году The New York Times назвала TalkOrigins «хорошим противоядием» от множества появившихся креационистских веб-сайтов[3].
- Веб-страницы Национальной академии наук, Смитсоновского института[4], Фонда Лики[5], Национального центра научного образования[6] и других организаций рекомендуют Talkorigins.org.
- В августе 2002 года журнал Scientific American отметил Talkorigins.org за его «подробные обсуждения (некоторые из которых могут быть слишком сложными для случайного читателя) и библиографии, относящиеся практически к любым возражениям против эволюции, которые могут выдвинуть креационисты»[7].
- В октябре 2006 года газета The Dallas Morning News присудила ему награду «Веб-сайт недели»[8].

На Архив TalkOrigins также есть ссылки в учебниках для вузов и материалы из архива включены в более чем 20 курсов колледжей и университетов.